# Breel Embolo
Breel Donald Embolo (sinh ngày 14 tháng 2 năm 1997) là một cầu thủ bóng đá chuyên nghiệp thi đấu ở vị trí tiền đạo cho câu lạc bộ Monaco tại Ligue 1. Sinh ra ở Cameroon, anh thi đấu cho đội tuyển quốc gia Thụy Sĩ.
Embolo cùng gia đình chuyển đến Pháp trước khi định cư ở Thụy Sĩ. Sau khi thi đấu cho các đội bóng tại giải hạng thấp của Thụy Sĩ, Embolo đã có trận ra mắt chuyên nghiệp cho Basel vào tháng 3 năm 2014, và giành chức vô địch Swiss Super League trong cả ba mùa giải đầu tiên trước khi chuyển đến Schalke 04 với số tiền ban đầu là 20 triệu euro. Ngay sau khi chuyển đến Bundesliga, anh bị chấn thương mắt cá chân khiến anh phải nghỉ thi đấu gần một năm.
Embolo đã có trận ra mắt quốc tế chuyên nghiệp vào tháng 3 năm 2015 và đại diện cho Thụy Sĩ tại UEFA Euro 2016, FIFA World Cup 2018, UEFA Euro 2020, FIFA World Cup 2022 và UEFA Euro 2024.

## Thống kê sự nghiệp

### Câu lạc bộ
Tính đến ngày 12 tháng 5 năm 2024
| Câu lạc bộ               | Mùa giải            | Giải đấu            | Giải đấu | Giải đấu | Cúp quốc gia | Cúp quốc gia | Châu Âu | Châu Âu | Tổng cộng | Tổng cộng |
| Câu lạc bộ               | Mùa giải            | Hạng                | Trận     | Bàn      | Trận         | Bàn          | Trận    | Bàn     | Trận      | Bàn       |
| ------------------------ | ------------------- | ------------------- | -------- | -------- | ------------ | ------------ | ------- | ------- | --------- | --------- |
| Basel                    | 2013–14             | Swiss Super League  | 7        | 1        | 0            | 0            | 4       | 0       | 11        | 1         |
| Basel                    | 2014–15             | Swiss Super League  | 27       | 10       | 5            | 6            | 8       | 1       | 40        | 17        |
| Basel                    | 2015–16             | Swiss Super League  | 27       | 10       | 1            | 0            | 12      | 3       | 40        | 13        |
| Basel                    | Tổng cộng           | Tổng cộng           | 61       | 21       | 6            | 6            | 24      | 4       | 91        | 31        |
| Schalke 04               | 2016–17             | Bundesliga          | 7        | 2        | 1            | 1            | 2       | 0       | 10        | 3         |
| Schalke 04               | 2017–18             | Bundesliga          | 21       | 3        | 2            | 0            | —       | —       | 23        | 3         |
| Schalke 04               | 2018–19             | Bundesliga          | 20       | 5        | 3            | 0            | 5       | 1       | 28        | 6         |
| Schalke 04               | Tổng cộng           | Tổng cộng           | 48       | 10       | 6            | 1            | 7       | 1       | 61        | 12        |
| Borussia Mönchengladbach | 2019–20             | Bundesliga          | 28       | 8        | 1            | 0            | 5       | 0       | 34        | 8         |
| Borussia Mönchengladbach | 2020–21             | Bundesliga          | 31       | 5        | 3            | 0            | 7       | 1       | 41        | 6         |
| Borussia Mönchengladbach | 2021–22             | Bundesliga          | 29       | 9        | 2            | 2            | —       | —       | 31        | 11        |
| Borussia Mönchengladbach | Tổng cộng           | Tổng cộng           | 88       | 22       | 6            | 2            | 12      | 1       | 106       | 25        |
| Monaco                   | 2022–23             | Ligue 1             | 32       | 12       | 0            | 0            | 10      | 2       | 42        | 14        |
| Monaco                   | 2023–24             | Ligue 1             | 5        | 1        | 0            | 0            | —       | —       | 5         | 1         |
| Monaco                   | Tổng cộng           | Tổng cộng           | 37       | 13       | 0            | 0            | 10      | 2       | 47        | 15        |
| Tổng cộng sự nghiệp      | Tổng cộng sự nghiệp | Tổng cộng sự nghiệp | 234      | 66       | 18           | 9            | 53      | 8       | 305       | 83        |

### Quốc tế
Tính đến ngày 6 tháng 7 năm 2024
| Đội tuyển quốc gia | Năm       | Trận | Bàn |
| ------------------ | --------- | ---- | --- |
| Thụy Sĩ            | 2015      | 7    | 1   |
| Thụy Sĩ            | 2016      | 10   | 1   |
| Thụy Sĩ            | 2017      | 4    | 0   |
| Thụy Sĩ            | 2018      | 9    | 1   |
| Thụy Sĩ            | 2019      | 6    | 1   |
| Thụy Sĩ            | 2020      | 4    | 0   |
| Thụy Sĩ            | 2021      | 10   | 4   |
| Thụy Sĩ            | 2022      | 13   | 5   |
| Thụy Sĩ            | 2024      | 5    | 2   |
| Tổng cộng          | Tổng cộng | 68   | 15  |

Bàn thắng và kết quả của Thụy Sĩ được để trước.
| #  | Ngày                 | Địa điểm                                            | Số trận | Đối thủ      | Bàn thắng | Kết quả     | Giải đấu                      |
| -- | -------------------- | --------------------------------------------------- | ------- | ------------ | --------- | ----------- | ----------------------------- |
| 1  | 9 tháng 10 năm 2015  | AFG Arena, St. Gallen, Thụy Sĩ                      | 6       | San Marino   | 6–0       | 7–0         | Vòng loại UEFA Euro 2016      |
| 2  | 6 tháng 9 năm 2016   | St. Jakob-Park, Basel, Thụy Sĩ                      | 15      | Bồ Đào Nha   | 1–0       | 2–0         | Vòng loại FIFA World Cup 2018 |
| 3  | 27 tháng 3 năm 2018  | Swissporarena, Lucerne, Thụy Sĩ                     | 23      | Panama       | 3–0       | 6–0         | Giao hữu                      |
| 4  | 26 tháng 3 năm 2019  | St. Jakob-Park, Basel, Thụy Sĩ                      | 32      | Đan Mạch     | 3–0       | 3–3         | Vòng loại UEFA Euro 2020      |
| 5  | 25 tháng 3 năm 2021  | Sân vận động Quốc gia Vasil Levski, Sofia, Bulgaria | 41      | Bulgaria     | 1–0       | 3–1         | Vòng loại FIFA World Cup 2022 |
| 6  | 12 tháng 6 năm 2021  | Sân vận động Olympic Baku, Baku, Azerbaijan         | 43      | Wales        | 1–0       | 1–1         | UEFA Euro 2020                |
| 7  | 12 tháng 10 năm 2021 | Sân vận động LFF, Vilnius, Litva                    | 50      | Litva        | 1–0       | 4–0         | Vòng loại FIFA World Cup 2022 |
| 8  | 12 tháng 10 năm 2021 | Sân vận động LFF, Vilnius, Litva                    | 50      | Litva        | 3–0       | 4–0         | Vòng loại FIFA World Cup 2022 |
| 9  | 26 tháng 3 năm 2022  | Sân vận động Wembley, London, Anh                   | 51      | Anh          | 1–0       | 1–2         | Giao hữu                      |
| 10 | 24 tháng 9 năm 2022  | Sân vận động La Romareda, Zaragoza, Tây Ban Nha     | 57      | Tây Ban Nha  | 2–1       | 2–1         | UEFA Nations League 2022–23   |
| 11 | 27 tháng 9 năm 2022  | Kybunpark, St. Gallen, Thụy Sĩ                      | 58      | Cộng hòa Séc | 2–0       | 2–1         | UEFA Nations League 2022–23   |
| 12 | 24 tháng 11 năm 2022 | Sân vận động Al Janoub, Doha, Qatar                 | 60      | Cameroon     | 1–0       | 1–0         | FIFA World Cup 2022           |
| 13 | 2 tháng 12 năm 2022  | Sân vận động 974, Doha, Qatar                       | 62      | Serbia       | 2–2       | 3–2         | FIFA World Cup 2022           |
| 14 | 15 tháng 6 năm 2024  | RheinEnergieStadion, Cologne, Đức                   | 64      | Hungary      | 3–1       | 3–1         | UEFA Euro 2024                |
| 15 | 6 tháng 7 năm 2024   | Merkur Spiel-Arena, Düsseldorf, Đức                 | 68      | Anh          | 1–0       | 1–1 (3–5 p) | UEFA Euro 2024                |